# CD200R1L
CD200R1L (англ. CD200 receptor 1 like) – білок, який кодується однойменним геном, розташованим у людей на короткому плечі 3-ї хромосоми.  Довжина поліпептидного ланцюга білка становить 271 амінокислот, а молекулярна маса — 29 920.
| 10         |  | 20         |  | 30         |  | 40         |  | 50         |
| ---------- |  | ---------- |  | ---------- |  | ---------- |  | ---------- |
| MSAPRLLISI |  | IIMVSASSSS |  | CMGGKQMTQN |  | YSTIFAEGNI |  | SQPVLMDINA |
| VLCCPPIALR |  | NLIIITWEII |  | LRGQPSCTKA |  | YKKETNETKE |  | TNCTVERITW |
| VSRPDQNSDL |  | QIRPVDTTHD |  | GYYRGIVVTP |  | DGNFHRGYHL |  | QVLVTPEVNL |
| FQSRNITAVC |  | KAVTGKPAAQ |  | ISWIPEGSIL |  | ATKQEYWGNG |  | TVTVKSTCPW |
| EGHKSTVTCH |  | VSHLTGNKSL |  | SVKLNSGLRT |  | SGSPALSLLI |  | ILYVKLSLFV |
| VILVTTGFVF |  | FQRINHVRKV |  | L          |  |            |  |            |

A: Аланін

C: Цистеїн

D: Аспарагінова кислота

E: Глутамінова кислота

F: Фенілаланін

G: Гліцин

H: Гістидин

I: Ізолейцин

K: Лізин

L: Лейцин

M: Метіонін

N: Аспарагін

P: Пролін

Q: Глутамін

R: Аргінін

S: Серин

T: Треонін

V: Валін

W: Триптофан

Кодований геном білок за функцією належить до рецепторів. 
Задіяний у таких біологічних процесах як поліморфізм, альтернативний сплайсинг. 
Локалізований у мембрані.